# Obuseiro Tipo 4 de 15cm
O Obuseiro Tipo 4 de 15cm (四年式十五糎榴弾砲, Yonenshiki Jyūgosenchi Ryudanhō) foi um obuseiro pesado usado pelo Exército Imperial Japonês durante a Segunda Guerra Sino-Japonesa e a Segunda Guerra Mundial. A designação Tipo 4 foi dada a esta arma quando foi aceita no 4º ano do reinado do Imperador Taishō (1915).

## História e desenvolvimento
O obuseiro Tipo 4 de 15cm foi projetado pelo Arsenal de Osaka do Exército para corrigir as deficiências do obuseiro Tipo 38 de 15cm - ou seja, sua falta de portabilidade. O obuseiro Tipo 96 de 15cm pretendia substituí-lo, mas o Tipo 14 permaneceu em uso durante a Segunda Guerra Mundial. Os canhões Tipo 14 capturadas pelos chineses permaneceram em uso pelo menos durante a Guerra Civil Chinesa. O obuseiro Tipo 4 de 15cm foi projetado durante a Primeira Guerra Mundial, em 1915, para substituir o obuseiro Tipo 38 de 15cm. Foi fabricado em quantidades consideráveis e permaneceu como peça padrão da artilharia média japonesa até 1936.
O Tipo 4 é a primeira arma japonesa a substituir o sistema de recuo de mola hidráulica pelo hidropneumático. Sua trilha de caixa modificada permite disparar em elevações extremas, aumentando sua utilidade na selva ou em terrenos acidentados.

## Projeto

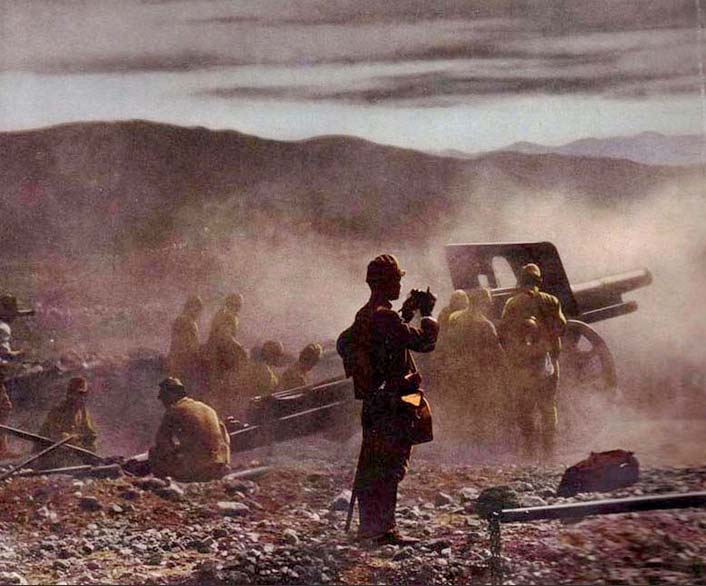
Um obuseiro Tipo 4 de 15cm na China, em 1937.

O Tipo 4 foi notável como a primeira peça de artilharia japonesa a usar um sistema de recuo hidropneumático. Tinha um bloco de culatra deslizante vertical e uma trilha tipo caixa. Ele poderia ser movido em distâncias curtas como uma carga única, mas precisava ser dividido em duas cargas para distâncias maiores. O cano da arma era retirado do berço e colocado na parte traseira da trilha, à qual era fixado um par extra de rodas. Um cabo flexível era preso a cada seção, para que cada carga pudesse ser rebocada por seis cavalos.
O Tipo 4 usava munição semifixa com alto explosivo, além de projéteis perfurantes, de estilhaços, químicos, fumígenos e traçantes-incendiários.
Sua característica mais marcante é a extrema leveza em relação ao peso da munição que dispara. O obuseiro é dividido em duas cargas – o tubo e o conjunto do berço – para deslocamento. Esta operação aumenta o tempo necessário para a sua colocação em bateria, mas em zonas onde as pontes são frágeis ou inexistentes, o calado com duas cargas aumenta consideravelmente a mobilidade da peça. Embora seja possível rebocar o Tipo 4 numa só carga, não é seguro fazê-lo por distâncias consideráveis ou em estradas em más condições devido ao comprimento extremo do trilho, o qual poderia quebrar se fosse sujeito a qualquer solavanco considerável.

## Histórico de combate
O obuseiro Tipo 14 foi considerado um tanto obsoleto para o serviço de combate na linha de frente desde o início da Segunda Guerra Sino-Japonesa, mas como quantidades insuficientes do Tipo 96 foram produzidos, ele permaneceu em serviço em muitas frentes durante a Guerra do Pacífico. Contra os chineses, o Tipo 4 foi usado com algum sucesso devido ao fato dos chineses carecerem desesperadamente de artilharia pesada no início da guerra. No entanto, sempre que os japoneses enfrentaram a artilharia pesada chinesa, normalmente armada com canhões de artilharia pesada alemães sFH 18 de 15cm, por exemplo, nas batalhas de Wuhan e Changsha, as equipes do Tipo 4 encontraram-se gravemente ultrapassadas em alcance e poder de fogo.
As armas capturadas pelos chineses durante a Segunda Guerra Sino-Japonesa, ou abandonadas na China no momento da rendição do Japão, foram colocadas em serviço tanto pelo Exército Nacional Revolucionário do governo Kuamintang quanto pelo Exército de Libertação Popular das forças comunistas chinesas durante a Guerra Civil Chinesa (1946-1949).